# Арси сир Кир
Арси сир Кир (фр. Arcy-sur-Cure) насеље је и општина у источном делу централне Француске у региону Бургоња, у департману Јон која припада префектури Осер.
По подацима из 2011. године у општини је живело 497 становника, а густина насељености је износила 18,88 становника/km². Општина се простире на површини од 26,33 km². Налази се на средњој надморској висини од 123 метара (максималној 301 m, а минималној 121 m).

## Демографија
| 1962. | 1968. | 1975. | 1982. | 1990. | 1999. | 2011. |
| ----- | ----- | ----- | ----- | ----- | ----- | ----- |
| 510   | 518   | 509   | 527   | 503   | 449   | 497   |

График промене броја становника у току последњих година